# Гіг VI Андре
Гіг VI Андре (фр. Guigues VI; 1184 — 14 березня 1237) — дофін В'єннський, граф Альбонський, Браянсонський, Гренобльський і Ойзанський у 1228—1237 роках.

## Життєпис
Походив з Бургундського дому. Старший син Гуго III, герцога Бургундії, та графині Беатриси Альбонської. Народився 1184 року, отримавши ім'я Андре. Вже у 1188 році згадується як дофін Андре. 1193 року офіційно прийняв титул дофіна.
1202 року одружився з донькою графа Форкалькьє, отримавши як посаг графство Гап й Ембрун. 1203 року отримав титул графа Альбонського, 1204 року — палатина В'єннського. Взяв ім'я Гіг. Втім залишався співправителем матері в усіх родинних володіннях. Заснував кілька монастирів та колегіум Святого Андре в Греноблі. Проводив обережну зовнішню політику, намагаючись дотримуватися мирних відносин із сусідами та зберігати як союзників церковних феодалів.
1211 року помирає його дружина. Того ж року одружився вдруге, але і друга дружин померла 1219 року. Того ж року багато зробив для відновлення Гренобля після потужної повені. Також цього року одружився втретє. 1222 року згадується як дофін і граф. 1225 року викупив у лицаря Гуфф'є Сальвейна місто і замок Ла-Буссер. 1228 року заклав церкву Сент-Андре в Греноблі. Того ж року після смерті матері став одноосібним графом Альбон, Гренобль. Також підтримав магістрат Туріну в протистоянні з Тома, графом Савої.
1230 року визнаний спадковим каноніком соборів Ліону, В'єнну та Ле-Пюї. Помер 1237 року. Йому спадкував син Гіг VII.

## Родина
1. Дружина — Беатриса, донька Райнона I де Сабрана.
Діти:
- Беатриса (1205—1248), дружина Аморі VI де Монфора, графа Тулузи

2. Дружина — Семноресса, донька Аймара II де Пуатьє, графа Валентінуа.
Дітей не було.
3. Дружина — Беатриса, донька Вільгельма VI, маркграфа Монферратського.
Діти:
- Гіг (1225/1229—1269), дофін В'єнну і граф Альбон
- Жан (1227—1239)